# Accademia degli Arcadi

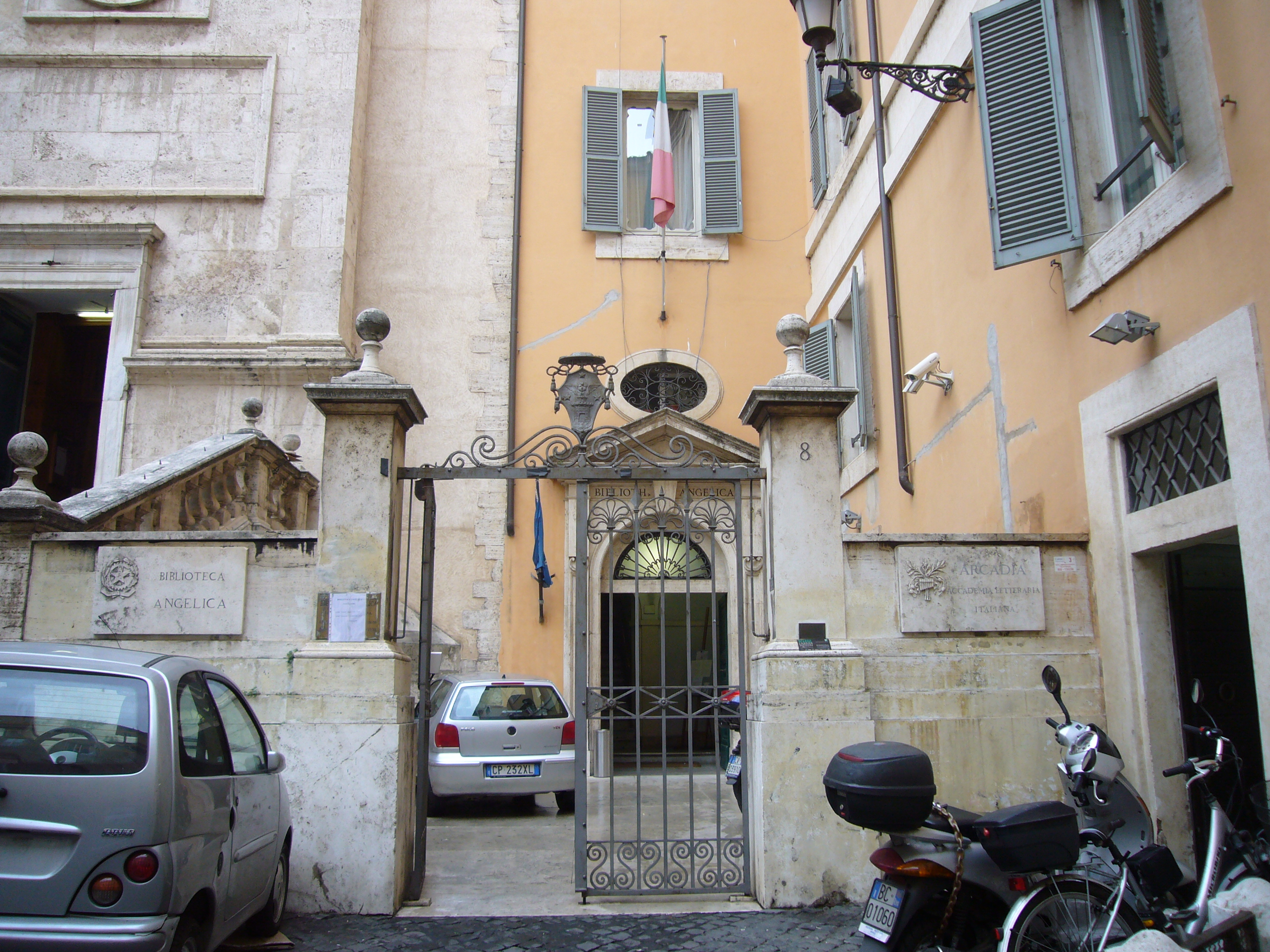
Accademia degli Arcadis säte vid kyrkan Sant'Agostino i Rom.

Accademia degli Arcadi, ungefär Arkadiernas akademi, officiellt Pontificia Accademia degli Arcadi och även Accademia dell'Arcadia och nedkortat till Arcadia är ett italienskt lärt sällskap instiftat 1690.
Accademia degli Arcadi grundades i Rom av åtskilliga vittra män. De hade flera år tidigare, på uppmuntran av drottning Kristina, bildat en förening med ändamålet att höja den sjunkande skaldekonsten. Arkadien var ursprungligen ett område i antikens Grekland som länge skyddades från influenser. Det ansågs därför vara ett paradisiskt ursamhälle med en herdekultur som var ren, enkel och ursprunglig, något som även inbegrep skaldekonsten. Varje medlem av akademien inskrevs därför under ett grekiskt herdenamn, och vapnet var en herdeflöjt, omlindad med en fikongren och en lagergren. Accademia degli Arcadi utbredde sig genom kolonier över hela Italien. Eftersom grundarna hade förbindelse med drottning Kristina har många svenskar, bland andra Gustav III och Gustaf Adolf Reuterholm, invalts i den. Sedan 1941 handhar Biblioteca Angelica akademiens arkiv och de håller regelbundet sina möten där.